# Джуліус Каріукі
Джуліус Каріукі (англ. Julius Kariuki; нар. 12 червня 1961) — кенійський легкоатлет, що спеціалізується на бігу з перешкодами, олімпійський чемпіон 1988 року.

## Кар'єра
| Рік               | Змагання                     | Місто                | Місце             | Дисципліна        | Примітки          |
| Представник Кенія | Представник Кенія            | Представник Кенія    | Представник Кенія | Представник Кенія | Представник Кенія |
| ----------------- | ---------------------------- | -------------------- | ----------------- | ----------------- | ----------------- |
| 1984              | Олімпійські ігри             | Лос-Анджелес, США    | 7                 | стипльчез         | 8:17.47           |
| 1985              | Чемпіонат Африки             | Каїр, Єгипет         | 1                 | стипльчез         | 8:20.74           |
| 1987              | Чемпіонат світу в приміщенні | Індіанаполіс, США    | 6                 | стипльчез         | 8:06.77           |
| 1988              | Олімпійські ігри             | Сеул, Південна Корея | 1                 | стипльчез         | 8:05.51           |
| 1989              | Універсіада                  | Дуйсбург, Німеччина  | 1                 | 10000 метрів      | 28:35.46          |
| 1991              | Чемпіонат світу              | Токіо, Японія        | 4                 | стипльчез         | 8:16.81           |